# Fab Five Freddy
Fred Braithwaite (1959), bedre kendt som Fab Five Freddy, er en hiphop-historiker, hiphop-pionér og tidligere graffitikunstner. Han var aktiv i New York City i 1970'erne og de tidlige 1980'er, og var senere tv-vært for det første tv-musikvideoshow  "Yo! MTV Raps".
Han begyndte sin graffiti-karriere efter at have studeret malekunst. Han arbejdede sammen med Afrika Bambaataa under dennes opstartsfase, og introducerede ham for hiphop-scenen. I Blondies hit ""Rapture" fra 1981 bliver Fab Five Freddy omtalt, og han medvirkede i musikvideoen til sangen, da han spillede sig selv under en graffiti-aktion.
I 1982 fulgte han med  på Roxy Tour med Rock Steady Crew, Afrika Bambaataa, McDonalds Double Dutch Girls, flere djs og yderligere graffitikunstnere, såsom Phase 2, Futura 2000 og DONDI; en tour der var arrangeret af Europe One Radio. Det drejede sig om den første internationale hiphop-tour, som de gennemførte i europæiske metropoler som f.eks. London og Paris. I Charlie Ahearns spillefilm "Wild Style", medvirkede Fab Five Freddy som skuespiller (i rollen som sig selv) samt som musikalsk direktør.